# Just Dance 2019
Just Dance 2019 é um jogo de dança desenvolvido pela Ubisoft. Foi oficialmente revelado em 11 de junho de 2018, durante sua coletiva de imprensa E3 2018 e lançado em 23 de outubro de 2018 no Nintendo Switch, Wii, Wii U, PlayStation 4, Xbox One, Xbox 360. É o décimo título principal da série.

## Jogabilidade
Tal como acontece com as parcelas anteriores da franquia, os jogadores devem imitar a coreografia da dançarina na tela para uma música escolhida usando controladores de movimento ou jogo associado do jogo Just Dance Controller app em um smartphone, além do Kinect (detector de movimentos).
Existem Vários Tipos De "Controles" Para Jogar:
- Xbox One: Kinect ou Smartphone
- Xbox 360: Kinect
- Wii: Wii Remote
- Wii U: Wii Remote
- Nintendo Switch: Joy-Con
- PlayStation 4: PlayStation Move, Smartphone ou PlayStation Câmera

## Lista de canções
As seguintes músicas confirmadas para incluir no jogo incluem:
| Música                                               | Artista                                               | Ano  |
| ---------------------------------------------------- | ----------------------------------------------------- | ---- |
| "A Little Party Never Killed Nobody (All We Got)"(A) | Fergie, Q-Tip e GoonRock                              | 2013 |
| "Adeyyo"                                             | Ece Seckin                                            | 2016 |
| "Bang Bang Bang" (A)                                 | BIGBANG                                               | 2015 |
| "Bum Bum Tam Tam" (A)                                | MC Fioti, Future, J Balvin, Stefflon Don e Juan Magán | 2017 |
| ´´Ça Plane Pour Moi´´                                | Bob Platine (Original de Plastic Bertrand)            | 1977 |
| "Calypso"                                            | Luis Fonsi (Feat. Stefflon Don)                       | 2018 |
| "DDU-DU DDU-DU"                                      | BLACKPINK                                             | 2018 |
| "Familiar"                                           | Liam Payne e J Balvin                                 | 2018 |
| "Finesse (Remix)" (A)                                | Bruno Mars (Feat. Cardi B) (A)                        | 2018 |
| "Fire"                                               | LLP feat. Mike Diamondz                               | 2015 |
| ´´Fire On The Dancefloor`` (C)                       | Michelle Delamor                                      | 2018 |
| "Havana" (A)                                         | Camila Cabello*(A)                                    | 2017 |
| "I Feel It Coming"                                   | The Weeknd (Feat. Daft Punk)                          | 2016 |
| "I'm Still Standing" (*)                             | Top Culture (Original de Elton John)                  | 1985 |
| "Mad Love" (A)                                       | Sean Paul & David Guetta (Feat. Becky G)              | 2018 |
| "Make Me Feel"                                       | Janelle Monáe                                         | 2018 |
| "Mama Mia"                                           | Mayra Verónica                                        | 2013 |
| "Mi Mi Mi" (*) (A)                                   | Hit The Electro Beat (Original de SEREBRO)            | 2013 |
| "Narco"                                              | Blasterjaxx e Timmy Trumpet                           | 2017 |
| "New Reality"                                        | Gigi Rowe                                             | 2018 |
| "New Rules" (A)                                      | Dua Lipa                                              | 2017 |
| "New World"                                          | Krewella, Yellow Claw (Feat. Vava)                    | 2018 |
| "Nice For What"                                      | Drake                                                 | 2018 |
| "No Tears Left To Cry"                               | Ariana Grande                                         | 2018 |
| Not Your Ordinary                                    | Stella Mwangi                                         | 2018 |
| Obsesión                                             | Aventura                                              | 2002 |
| "OMG"(A)                                             | Arash (Feat. Snoop Dogg)                              | 2015 |
| "One Kiss"                                           | Calvin Harris e Dua Lipa                              | 2018 |
| "PAC-MAN"                                            | Dancing Bros.                                         | 2018 |
| "Rave In The Grave"                                  | AronChupa (Feat. Little Sis Nora)                     | 2018 |
| "Rhythm of The Night"(*)                             | Ultraclub 90 (Original de Corona)                     | 1995 |
| "Sangria Wine"                                       | Pharrell Williams, Camila Cabello                     | 2018 |
| "Sugar"                                              | Maroon 5                                              | 2015 |
| "Shaky Shaky"                                        | Daddy Yankee                                          | 2016 |
| "Sweet Little Unforgettable Things"                  | Bea Miller                                            | 2018 |
| "Sweet Sensation"                                    | Flo Rida                                              | 2018 |
| "Toy"                                                | Netta                                                 | 2018 |
| "Un Poco Loco"                                       | Disney Pixar’s Coco                                   | 2017 |
| "Water Me" (A)                                       | Lizzo                                                 | 2017 |
| "Where Are You Now?" (A)                             | Lady Leshurr (Feat. Wiley)                            | 2016 |
| "Work Work" (Originalmente Work Bitch) (A)           | Britney Spears                                        | 2013 |

## Modo Kids
| Música              | Artista                      | Ano  |  |
| ------------------- | ---------------------------- | ---- |  |
| Shinobi Cat         | Glorious Black Belts         | 2018 |  |
| Friendly Phantom    | Halloween Thrills            | 2018 |  |
| Boogiesaurus        | A. Caveman and the Backseats | 2018 |  |
| Monsters Of Jazz    | Groove Century               | 2018 |  |
| Jingle Bells        | Santa Clones                 | 1857 |  |
| Irish Meadow Dance  | O`Callagan`s Orchestra       | 2015 |  |
| Tales Of the Desert | Persian Nights               | 2018 |  |
| Cosmic Party        | Equinox Star                 | 2018 |  |

## Just Dance Unlimited
| Música                                  | Artista                         | Ano  |
| --------------------------------------- | ------------------------------- | ---- |
| Hala Bel Khamis                         | Maan Barghout                   | 2018 |
| On Ne Porte Pas De Sous-Vêtements       | McFly & Carlito                 | 2018 |
| There Is Nothing Better In The World    | Bremenskiye Muzykanty           | 1969 |
| Done For Me                             | Charlie Puth (Feat. Kehlani)    | 2018 |
| Leg Song                                | LULU                            | 2016 |
| Karaoke Forever - Future Underworld Mix | Alan Tam                        | 1990 |
| Medicina                                | Anitta                          | 2018 |
| Lush Life                               | Zara Larsson                    | 2015 |
| Criminal                                | Natti Natasha & Ozuna           | 2017 |
| Jump                                    | Major Lazer (Feat. Busy Signal) | 2017 |
| Peanut Butter Jelly                     | Galantis                        | 2015 |
| You Don't Know Me                       | Jax Jones (Feat. Raye)          | 2016 |
| Boys                                    | Lizzo                           | 2018 |
| Mayores                                 | Becky G (Feat. Bad Bunny)       | 2017 |

## Músicas Removidas
| Música         | Artista                       | Ano  | Indicadores |
| -------------- | ----------------------------- | ---- | ----------- |
| Dame Tu Cosita | El Chombo (Feat.. Cutty Ranks | 2018 | (JDU)       |
| Nice For What  | Drake                         | 2018 | (7-OLD)     |

- A "(*)" indica que a música é um "cover" do original.
- A "(A)" indica que a música recebeu uma versão alternativa.
- A "(C)" indica que a música é desbloqueada com um código.
- A ´´(JDU)`` significa que essa música foi lançada mais tarde no Just Dance Unlimited.
- A ´´(7-old`` indica que esta rotina é apresentada apenas na versão Xbox 360 e em cópias mais antigas da versão Wii do jogo. Nos consoles da 8ª geração e no Nintendo Switch, ele é apresentado apenas em versões mais antigas do jogo antes da atualização do título que o removeu.